# Loch Tanna
Loch Tanna is het grootste en meest afgelegen meer (loch) op Arran, een eiland behorend tot het Schotse raadsgebied North Ayrshire.
De oppervlakte van het meer ligt 321 meter boven zeeniveau en de dichtstbijzijnde weg is meer dan 6 kilometer verderop.
Tijdens de hoogtijdagen van de laatste ijstijd was het door ijs uitgegraven bassin van Loch Tanna de basis voor een grote ijskap dat de bergen van Arran bedekte. Deze ijskap wist de ijsstroom van de Schotse Hooglanden zodanig af te wenden dat granietresten van Arran gevonden zijn in de lagere gedeeltes van Ayrshire.